# Хортица
Хортица (на украински: Хортиця) е най-големият остров на Днепър, разположен край град Запорожие под днепърските прагове (в днешно време – в рамките на Днепърската водноелектрическа централа). Национален исторически и културен резерват. Островът се простира от северозапад на югоизток, дължина – 12,5 км, ширина – средно 2,5 км.
За първи път Хортица се споменава под името Свети Григорий в трактата „За управлението на империята“ от византийския император Константин VII Порфирогенет (съставен през 946 – 953 г.).
През 2007 г. островът е обявен за едно от „Седемте чудеса на Украйна“.

## Етимология
Има няколко версии за произхода на името „Хортица“. Смята се, че островът (летописният остров Хртич) е получил името си от съседната река Хортица, като съществителното е образувано от добавянето на „-ица“ към хорт- <хъртъ, тоест „бързо“. По този начин, „хортица“ съответства на „бистрица“, бърза вода (хидронимът „бистрица“ се среща често в басейните на Днепър, Днестър и други реки на Украйна).

## Геология
Остров Хортица е част от украинския кристален щит, чиито скали са се образували през архая. Възрастта на гранитите, гнайса и мигматитите, образуващи хортицките скали, е 2,6 милиарда години (в източници се среща и 2,85 милиарда години).
Хортица разделя коритото на река Днепър на два ръкава – Нови и Стари Днепър. Акваторията на Днепър в района на острова е малък, запазен участък от праговете на реката, съществували преди изграждането на ВЕЦ Днепър по-нагоре по течението. Праговете завършват преди Хортица. Останалите съществуващи малки острови напомнят за изключително трудните условия за плаване по Днепър.
В коритото на левия ръкав на Днепър водата понякога е била толкова плитка, че от източната страна на острова се образували коси, по които е било възможно да се премине до острова. Маловодни години са били например 1575, 1708 и 1921 г., когато левия ръкав на Днепър почти е пресъхнал.
В северната и северозападната част на острова скалите се издигат на 40 – 50 метра височина. На югоизток височината на острова постепенно намалява, преминавайки в по-ниска и залята част. Между скалистата и наводнената част, повърхността на острова е просечена от голям брой живописни дерета.
Хортица и прилежащите острови са обявени за геоложки резерват под името „Днепърски прагове“.

## Флора
На острова има различни природни зони: тревно-коилови степи, дъбови и иглолистни гори, заливни ливади. Поради особените микроклиматични условия, възникнали поради изобилието от слънце, прясна вода и сух въздух, флората на острова се различава значително.
Общо на Хортица растат около 960 растителни вида, 560 от тях са представители на дивата флора, 20 са ендемити. Ендемичните видове са днепърски кръстовник (от род Sanecio), саврански лук, Anémone pátens, ириси и днепровска метличина. В допълнение към ендемитите има и реликтни растения – водна папрат и чилим.
Има останали малко на брой целини, на които растат треви. Те са по склоновете на деретата Шанцев, Башмачки, Липов, Громушин, Наумов, Широки, Костин, Корнетовски, Музичен, Совутин, Молодняга и др. По деретата има остатъци от гори (овразни гори), в които преобладават татарски клен, дъб, бряст, черна и сребърна топола и круша. По-голямата част от острова е покрита с млади изкуствени борови и кленови гори, засадени от Хортицкото горско стопанство. Преди това, остров Хортица е имал големи дъбови гори.
До началото на XXI век в резервата има около 10 многовековни дървета и няколко десетки дъбови дървета на възраст сто и повече години (най-старите от тях са на 300 години), има и стогодишна дива круша. Повечето от тези дървета растат в деретата и залятата част на острова.
Според Дмитрий Яворницки, на остров Хортица е растял гигантски вековен дъб: „Той беше разклонен и с колосална дебелина, стоеше на сто и петдесет сажена от Острово-Хортицката колония, на юг, до самия път, преминаващ по дължината на острова." Според легендата, дъбът бил събирателен пункт за запорожките казаци, когато те имали съвет, под дъба казаците се молели преди да започнат поход срещу врага. През 1775 г., казаците за последен път се събират под свещения дъб – изпили няколко бъчви водка, танцували казачок и се сбогували.
Към 1888 г. дъбът изсъхва, оставяйки пън с обиколка 6 метра.

## Фауна
В деретата на острова живеят повече от 30 вида животни, 120 вида птици, десет вида влечуги и пет вида земноводни, основно в залятата от Днепър южна част на острова. Най-многобройни сред птиците са водолюбивите. Много патици прекарват зимата на залятата част и на Стари Днепър, който не замръзва дори при силни студове. На острова има много чайки (особено сребристи) и чапли. През 1979 г. тук е регистрирана гривеста чапла – долетяла от юг. Едно от заливните малки островчета, често е посещавано от совоподобни. Малкият остров (дълъг около сто метра и не повече от петнадесет на ширина) не се различава от съседните, но е предпочитан от совите – те се събират тук през зимните дни те се събират тук.
От дневните хищни птици, соколът е най-често срещаната. Местните краеведи отчитат само няколко двойки черна каня. До 1977 г. на острова гнезди и двойка белоопашати орли. Но след като дървото, върху което са гнездили орлите, пада, птиците се преместват по-надолу по течението на Днепър.
На острова се срещат и фазани, които са въведени през 50-те години, и златен пчелояд.
По пясъчните плитчини и по заблатените брегове на острова могат да се видят следите от сърни и диви свини. Тук намират подслон ондатри, лисици, зайци; понякога и лосове. На острова се среща и обикновен сънливец – вид малък гризач.

## Дерета, езера, скали и съседни острови на Хортица
Хортица е осеяна с дерета и езера, заобиколена е от множество големи и малки острови и скали, които са част от защитената зона.
| № | Дерета                 | Езера       | Скали                | Острови                   |
| 1 | Совутино               | Каменно     | Совутина (Три мачти) | Корнетовски               |
| 2 | Гановка                | Домаха      | Черната              | Растебин                  |
| 3 | Костино                | Предно      |                      | Малка Хортица (Байди)     |
| 4 | Липово                 | Оризово     |                      | Дъбов                     |
| 5 | Еленски рог (Широкото) | Головковско |                      | Трите стълба              |
| 6 | Генералка              | Речище      |                      | Лошата скала              |
| 7 | Голяма Молодняга       | Осокорово   |                      | скалите Скопцев и Перейми |
| 8 | Наумово                |             |                      |                           |

### Острови
Трите стълба. На северната страна на Хортица са островите: Диванът (или Креслото) на Екатерина, Средният стълб и Похили, образуващи островната група Трите стълба.
Народните легенди свързват островчето Диванът на Екатерина с руската императрица Екатерина II, за която се твърди, че се е задържала тук по време на пътуване до Крим през 1787 година. Скалата наистина прилича по форма на диван, но императрицата никога не е спирала тук.
На Средния стълб има дълбока яма (2 м в диаметър, дълбочина до 1,4 м), която е наречена „Казашката купа“. Тя е естествена формация, частично дообработена от хора. Според народните легенди „В горещите слънчеви дни казаците си варили галушки и се хранели един друг през купата с лъжици метър и половина.“. През 1927 – 1929 г. археолозите откриват на острова енеолитно селище от края на 4-то хилядолетие пр.н.е. – средностоговската култура (името е дадено по погрешка от съседните скали Стогов).
Името на третия остров от групата е Похили (Наклонен) – име, идващо от формата му.
Полският писател Г. Подберезовски, пътувайки по Днепър през 1860 г., нарича Трите стълба „Херкулесовите стълбове“, свързвайки ги с легендата на Херодот за срещата на Херкулес със змийската богиня и произхода на скитите. До средата на XIX век Трите стълба са свързани с Хортица чрез пясъчна коса, обрасла с дървета и храсти, отмита впоследствия от наводнения.
Двете купи. От лявата страна на Стълбовете има скали – Двете купи, които приличат донякъде на купи сено. В днешно време по-често се използват други имена – Двамата братя или Близнаците.
Дъбовия. От северната страна на Хортица, пред Днепърската водноелектрическа централа, се намира остров Дъбови, който често се нарича Средни, Тополни или Костенурка (заради формата си).
Скалите Лошата и Средната (Сагайдачна скала) са разположени между Сагайдачната междина, разположена на левия бряг на Днепър, и Хортица.
За Лошата скала има няколко легенди за произхода на името. Според една от тях, казаците са били наказвани на Лошата скала. През топлото лято е толкова горещо, че е невъзможно да се стои бос. Виновният казак е бил докарван на скалата в най-горещото време, където е изтърпявал присъдата си. Според лоцманите това име ѝ е дадено, защото „е застанала по средата на Днепър по неподходящ, глупав начин“. Други легенди разказват, че на Лошата скала армията на Петър I екзекутира запорожски казаци за сътрудничеството им с Мазепа и Карл XII (1709 г.) – затова скалата получила прякора Смъртната, или Лошата. Според друга версия, според плановете за укрепления от 18 век, на този остров се е намирал чумен лазарет. Тъй като казаците наричали всички инфекциозни болести „лоши“, тоест тези, които не могат да предвидят, за разлика от травми и рани; вероятно това име останало и за скалата.
На Средната скала през 30-те години на XIX век е можело да се види камък, наречен „Лулата“, наподобяващ на истинска лула с мундщук и клада. Имало е и друг – „Ложето (или Креслото) на Сагайдака“ – вероятно обработен камък с вдлъбнатина за полягане на човек. През 1883 г. камъкът е взривен от двама жители на Александровка (името на Запорожие до 1921 г.). На Средната скала археолозите откриват неолитно огнище с останки от парчета посуда, ретуширан кремък, риби и животински кости.
И двете скали са значително увредени при изграждането на Днепърската водноелектрическа централа и шлюза.
Остров Корнетовски. В руслото на Стари Днепър, близо до южната част на острова, може да се види пясъчния остров Корнетовски.
Скалите Гавуновска и Каракайка, разположени зад дерето Генералка, наред с дълга пясъчна ивица, са кръстени на казаците Каракая и Гавун, които са се занимавали с риболов тук. До тези скали има туристически плаж.

### Дерета
Бреговете на Хортица са прорязани от повече от две дузини големи и малки дерета – от източната и западната страна. Почти всички имат свои собствени имена.
От разположеното в северния край дере Совутино, на юг по руслото на Стари Днепър се намират деретата: Чавуново (Сечеви порти), Музичино, Наумово, Громушино, Каракайка, Генералка, Широко (Еленско), Корнейчиха, Корнетовско.
От източната страна, по коритото на Нови Днепър, се намират: Голяма Молодняга, Ушвиво, Хановка, Шанцево, Башмачка, Костино, Липово, Капралка (Корнеево).
Деретата са своеобразен природен резерват на острова. Склоновете им са покрити със степни треви, а в падините могат да се открият останки от гори.
В дерето Громушино има извор с чиста вода.

## История

### Първи селища на острова
Хората се появяват на острова още през епохите на палеолита и мезолита, но първите по-добре проучени селища датират от бронзовата епоха (III-II хилядолетие пр.н.е.). В тях са открити множество погребения и култови съоръжения. От VII до III век пр.н.е. островът е населен от скитите. Повечето могили, открити на острова, а те са 129, принадлежат на скитската цивилизация. Те са предимно гробници. Близо до дерето Совутино през V-III в. пр.н.е. е съществувало цяло селище. На неговото място са открити защитен вал, ров и жилищни сгради.
По-надолу от острова по течението на Днепър, след праговете, е минавал водния път от варягите до гърците.
За да заобиколят праговете, на места е трябвало да се теглят лодките по брега на реката. Праговият участък от сегашния град Днепър до Запорожие се е простирал на почти 75 км, денивелацията в този участък е около 50 м. След тегленето на лодките, пътниците (търговци, войници) са си почивали на острова. Мястото на реката, където сега се намира стената на ВЕЦ Днепър, е било най-тясното (~ 175 м) в долното течение на Днепър. В допълнение към преходите, това място е било удобно и за засади, тъй като хората, които идват на лодки от Черно море, са били принудени да слизат на брега преди праговете. Тук са ловували скити, печенеги, половци, а по-късно кримски татари, турци и славяни.
Първото споменаване на остров Хортица е от времето на Киевска Рус. В трактата „За управлението на империята“ византийският император Константин VII Порфирогенет споменава „остров Свети Григорий“ под днепърските прагове.

### Хортица в периода наКиевска Рус
Съществува мнение, че именно на Хортица княз Светослав, който се връща се с дружината си от българския поход, загива в битка с печенегите. Това се случва през пролетта на 972 г., близо до Черната скала. По време на строителството на Днепърската водноелектрическа централа на това място са открити старинни мечове от 10 век, което е важен факт в подкрепа на тази версия. През 1103 г. на острова се спира княз Святополк Изяславович с войската си. Запис за това има в Ипатиевската летопис:
... и поидоша на конихъ и в лодьӕхъ, и приидоша ниже порогъ и сташа въ Протолчехъ и в Хортичимъ ѡстровѣ...
През 1223 г. Хортица е сборното място на руските князе, преди битката с монголо-татарите на река Калка. Мястото за събирането не е избрано случайно. По това време, на залятата част на острова (на брега на остров Осокоров) е имало военен пост на руските бродници, които контролират движението през брода Протолчий. Археологическите проучвания предполагат, че този аванпост се е появил през 5 – 7 век. Селището на бродниците изчезва по време на присъединяването на земите към Великото литовско княжество.

### Запорожски казаци
През 16 век Дмитрий Вишневецки основава дървено-земен замък на съседното островче Малка Хортица, който се счита за прототип на Запорожската сеч. Разчитайки на този преден пост, Вишневецки през 1556 г. организира два похода към турските и кримските владения (към градовете Очаков и Ислям Кермен). По-късно островът и близкия до него Кичкаски брод са контролирани от казаците от Запорожската сеч.

### Руско-турска война от 1735 – 1739
На Хортица са оцелели няколко линии земни укрепления от времето на руско-турските войни от 18 век, построени от войските под ръководството на генерал-фелдмаршал Бурхард Миних.
През 1736 г. на остров Байда са положени Новозапорожската корабостроителница и крепост, в които са построени две офицерски и 8 войнишки землянки и 31 казашки бараки. В корабостроителницата и в Брянск са спуснати една баржа, 40 галери, 30 бригантини, 60 плоскодънни съда, 20 венециански гондоли и 50 байдака, но всички тези плавателни съдове са твърде малки и негодни за морско плаване и не са подходящи за основната цел – морска битка с османски кораби. Голям брой кораби, построени в Брянск през 1736 г., при преминаването си през днепърските прагове, получават значителни повреди или потъват. Затова командването на руската армия решава да изгради корабна база отвъд праговете. Според архивни доклади, в корабостроителницата в периода 1738 – 1739 г. са базирани около 400 кораба от различен тип.
По това време Хортица е посетена от известния морски командир вицеадмирал Наум Сенявин.
След края на войната, а също и поради разпространението на чума в армията, руските войски напускат остров Хортица и Запорожката корабостроителница.

### Във владение на Потьомкин
След края на Сечта на Хортица, като подарък от Екатерина II, островът отива във владение на княз Григорий Потьомкин. По негова заповед, на острова е заседена градина, която е пазена от стар капрал, който живее наблизо в землянка. Оттогава районът носи името Капралово, а могилите, които се намират на най-високата точка на Хортица – Потьомкински.
През острова е направен пощенски път от север на юг, от Висока могила до брода край Наумово дере. Споменава се, че Потьомкин решил да свърже двореца си с мостове през Днепър. За това свидетелстват не само архивни материали, но и дневниците на пътуванията на академика от Петербургската академия на науките, изследователя на природата Василий Фьодорович Зуев, както и фотокопие на плана от краеведа Фоменко. Пълното име е „План за градина на остров Хортицки на Светейшия княз Григорий Александрович Потьомкин от свидетелства за различни сгради“, който показва върху местностите, прорязани от дерета, къща, каретен двор и конюшни, турски дом, китайски храм, храм на победата и дори египетска пирамида.
През 1789 г. Потьомкин прехвърля Хортица на държавната хазна.

### Менонити
През 1789 г. малка колония (18 семейства) от германци-менонити пристига от района около Данциг, и се установява на левия бряг на остров Хортица. Преселниците получават обезщетения – всеки член на семейство получава 65 декара земя. На семействата е предложена финансова помощ от 500 рубли. Освен това германците са освободени завинаги от военна служба и от плащане на данъци в продължение на 30 години.
Германците намират острова безлюден. Там живеел само стария войник, който пазел градината, засадена за княз Потьомкин. Градината имала различни видове овошки. След като се заселват, германците пресаждат младите дървета в градините си, тъй като по това време е нямало къде да намерят овощни дървета в безлюдния край.
Отначало германците искат да се разселят по целия остров, но това се оказва неудобно и опасно: те са нападани от разбойници и от заселници, които живеят срещу острова, на левия бряг на Днепър, в Александровската крепост и около нея. Те извършват няколко грабежа и убийства, и германците решават да основат компактна колония. Към края на XIX век колонията в Хортица има три хиляди жители.
Търговията с дървен материал е един от най-доходоносните източници за колонистите. Те използват гората само за непосредствени икономически нужди. От отчетите на бившия член на съвета на горското стопанство, Иван Петерс (1796 – 1881), представени на Попечителството, се знае за наличието на гора на остров Хортица през 1857 г. Според отчетите му, броят на възрастните дървета е: дъб – 49 000, бреза – 4000, липа – 1000, круша – 4500, от които на издигнатата част на острова – 2000, смесени с други видове – 2500. Петерс приблизително изброява по-ценните дървесни видове, без да споменава тополи и върби, които растат по това време на острова в изобилие.
През 1876 – 1877 г. населението на Александровск и Вознесенки започва масово бракониерско обезлесяване. Охраната, разположена от губернаторското управление по бреговете на реката, не може да ги спре. През тези години гората по източното и западното крайбрежие на острова е изсечена. През 1883 – 1884 г. има нов прилив на бракониерство, когато за 3 – 4 седмици са изсечени още 35 декара гора. Неспособни да защитят островната гора, през 1884 г. менонитите решават да я продадат. През декември 1916 г. германците, живеещи в Хортица, продават острова на Александровския градски съвет за 772 350 рубли.

### Гробища
В края на 19 век на острова има „четири гробища: едното покрай дерето Савутино от югоизточната страна, второто в северозападния край на острова, покрай стръмния бряг на Днепър, а другите две – най-големите, от западната страна близо до дерето Куцай и превоза през стари Днепър“.

### Известни личности
Хортица често е посещавана от известни личности.
По склоновете на острова се намира Шевченковата пътека (поетът е посетил Хорница през август 1843 г.). През 1878 г. същото прави композиторът Микола Лисенко.
През пролетта на 1880 г. Иля Репин посещава острова, работейки върху скици, използвани в картината „Запорожци пишат писмо до турския султан“. В тази творческа експедиция И. Репин е придружен от своя ученик – младият Валентин Серов. През 1891 г. Хортица е посетен от Максим Горки, малко по-късно – от Иван Бунин.

### Съветски период
На 14 март 1927 г. започва изграждането на Днепърската водноелектрическа централа.
През 1927 – 1928 г. са построени няколко съоръжения за технически цели на Хортица: водопровод, помпена станция, организиран е ферибот през Нови Днепър.
През февруари 1928 г. започва изграждането на мостове. Главният архитект на проекта е М. Стрелецки. Материали за мостовете и гранит за облицовката им са доставени от кариери на остров Хортица. Мостовете са пуснати в експлоатация на 5 септември 1931 г.
През 1958 г. към името на острова е добавено първата титла – природен паметник от местно значение. От август 1963 г. със заповед на Министерския съвет на Украинската ССР, Хортица е обявен за природен паметник с републиканско значение, а от септември 1965 г. е обявен и за държавен историко-културен резерват.
Хортица е част от геоложкия резерват Днепровски прагове, основан през октомври 1974 г.
На 9 ноември 2005 г. с решение № 5 на 24-тата сесия на Запорожския градски съвет, цялата земя на Хортица и островите Байда, Дъбовия, Разстьобни, Три стълба, скалите Средна и Близнаците, както и междината Вирва (общо 2359,34 хектара) е прехвърлена за постоянно ползване към Националния резерват „Хортица“.

### В днешно време
На острова има девет села, където живеят почти две хиляди души. От тях само три села са в административната част на града, останалите са самостоятелни, десетки хектари на острова са заети от незаконни сгради.
Катерачите тренират в северната и северозападната част на острова. Тук някои скали достигат 40 метра височина.
Островът е осеян с боклуци, хората често причиняват пожари. Туристите често оставят боклука на места, където отдихът е забранен: в крайбрежната зона или в залятата част на острова, където гнездят птици, рибата хвърля хайвера си, и има вътрешни езерца с бели водни лилии.
Според еколозите голямото количество отпадъци и честите пожари причиняват сериозна вреда на екологията на острова. Например, животни и птици напускат Хортица, а някои видове са изчезнали напълно. Флората се възстановява много бавно.
От 2009 г. в Националния резерват Хортица се изпълнява проект за утилизиция на твърди битови отпадъци. До края на 2012 г. е планирано да се създаде инфраструктура за разделно събиране на отпадъци на острова.
През 2011 г. в Днепър, близо до остров Хортица, е намерен староруски меч от каролингски тип, датиращ от средата на X век. Подобни находки има и по-рано – по време на строителството на Днепърската водноелектрическа централа в началото на 20 век са намерени пет меча от този тип, но всички те изчезват безследно по време на Втората световна война.
На остров Хортица функционират голям брой екологични, социално-културни и религиозни обществени организации. Сред тях са „Спас“, „Руски православен кръг“, „Амулет“.

## Историко-културен комплекс „Запорожка Сеч“
Строителните работи по изграждането на историческия и културен комплекс „Запорожска Сеч“ започват през ноември 2004 г. (първата копка е на 14 октомври 2004 г.) Генерален спонсор на изграждането му през 2005 г. е завод „Запорожстал“. Цената на комплекса е около 13 милиона гривни, а държавата не участва във финансирането на строителството.
През 2010 г. е въведен в експлоатация първият етап от комплекса. На територията на комплекса се провеждат театрални представления и дори всеукраински фестивали, на екскурзии се канят жители и гости на град Запорожие.
Хортица е важна туристическа дестинация. През 2010 г. над 250 хиляди души са посетили туристическите обекти на резервата.

## Галерия
- Северната скалиста част на Хортицы и ВЕЦ Днепър
- Днепър и североизточния бряг на Хортица
- Паметник за победата над поляците през 1649 г.
- Казашки фестивал на Хортица, 2005 г.
- Казашки фестивал на Хортица, 2005 г.
- Казашки фестивал на Хортица, 2005 г.